# Regione dell'Anseba
La regione dell'Anseba è una regione dell'Eritrea, con capoluogo Cheren. Prende il nome dal fiume Anseba, affluente principale del fiume Barca. Esso si sviluppa per 350 km ed è il corso d'acqua più lungo interamente compreso entro i confini dell'Eritrea. La sua portata è discontinua ed ha acqua corrente in ogni mese dell'anno solo nella parte montana iniziale.

## Geografia antropica

### Suddivisioni amministrative
La regione è suddivisa in 10 distretti:
- Distretto di Adi Teclesan
- Distretto di Agat
- Distretto di Asmat
- Distretto di Carcabat
- Distretto di Cheren
- Distretto di Elaberet
- Distretto di Gheleb
- Distretto di Halhal
- Distretto di Habero
- Distretto di Sela